# Katḩak-e Sheykhā
Katḩak-e Sheykhā (persiska: گَنخَكِ چاه شور, كنخک چاه شور, Gankhak-e Chāh Shūr, کتحک شیخا, کتحک شمالی, كَنخَكِ شِمال, گنخک رئیسی, گنخک شیخی) är en ort i Iran.   Den ligger i provinsen Bushehr, i den södra delen av landet, 800 km söder om huvudstaden Teheran. Katḩak-e Sheykhā ligger 23 meter över havet och antalet invånare är 561.
Terrängen runt Katḩak-e Sheykhā är varierad.Runt Katḩak-e Sheykhā är det glesbefolkat, med 15 invånare per kvadratkilometer. Närmaste större samhälle är Kākī, 10,6 km nordväst om Katḩak-e Sheykhā. Trakten runt Katḩak-e Sheykhā är ofruktbar med lite eller ingen växtlighet.